# It Don't Mean a Thing If It Ain't Got That Swing (албум)
It Don't Mean a Thing If It Ain't Got That Swing е студиен албум на американския пианист, композитор и бендлидер Дюк Елингтън, в комбинация с певицата Тереса Брюр. За първи път е пуснат на пазара от Flying Dutchman на Боб Тийл. Представлява последните студийни творби на Елингтън.

## Критически отзиви
Онлайн медията Олмюзик го удостоява с 4,5 звезди.

## Списък на песните
- „It Don't Mean a Thing (If It Ain't Got That Swing)“ (Елингтън, Ървин Милс)
- „I Ain't Got Nothin“ But the Blues“
- „Satin Doll“ (Елингтън, Били Стрейхорн, Джони Мърсър)
- „Mood Indigo“ (Барни Бигар, Елингтън, Милс)
- „Don't Get Around Much Anymore“ (Елингтън, Боб Ръсел)
- „I'm Beginning to See the Light“ (Елингтън, Джордж, Джони Ходж, Хари Джеймс)
- „I've Got to Be a Rug Cutter“
- „I Got It Bad (And That Ain't Good)“ (Елингтън, Пол Франсис Уебстър)
- „Tulip or Turnip (Tell Me, Tell Me, Dream Face)“
- „It's Kind of Lonesome Out Tonight“
- „Poco Mucho“